# Bobotie

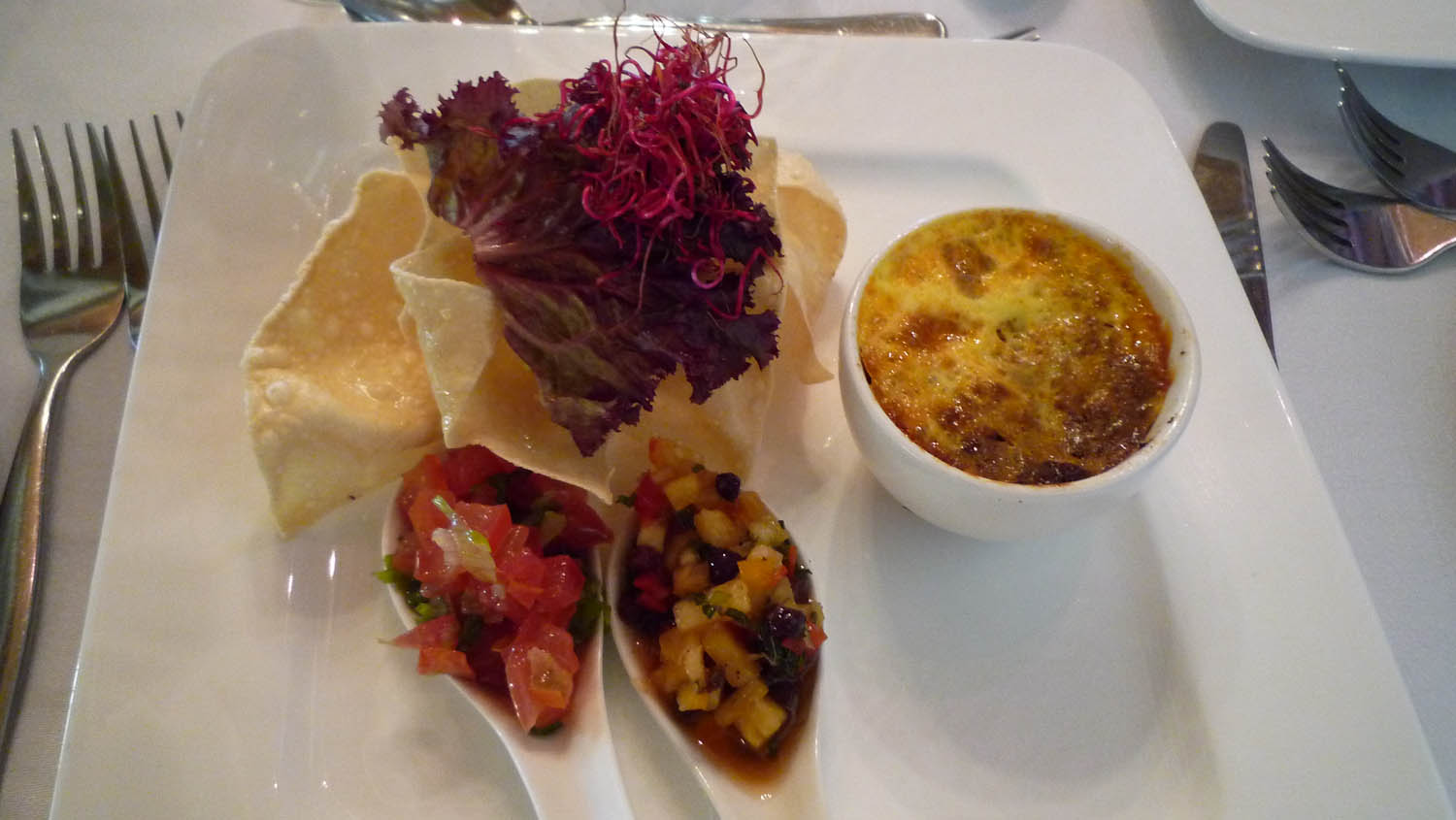
Een Zuid-Afrikaans gerecht inclusief Bobotie.

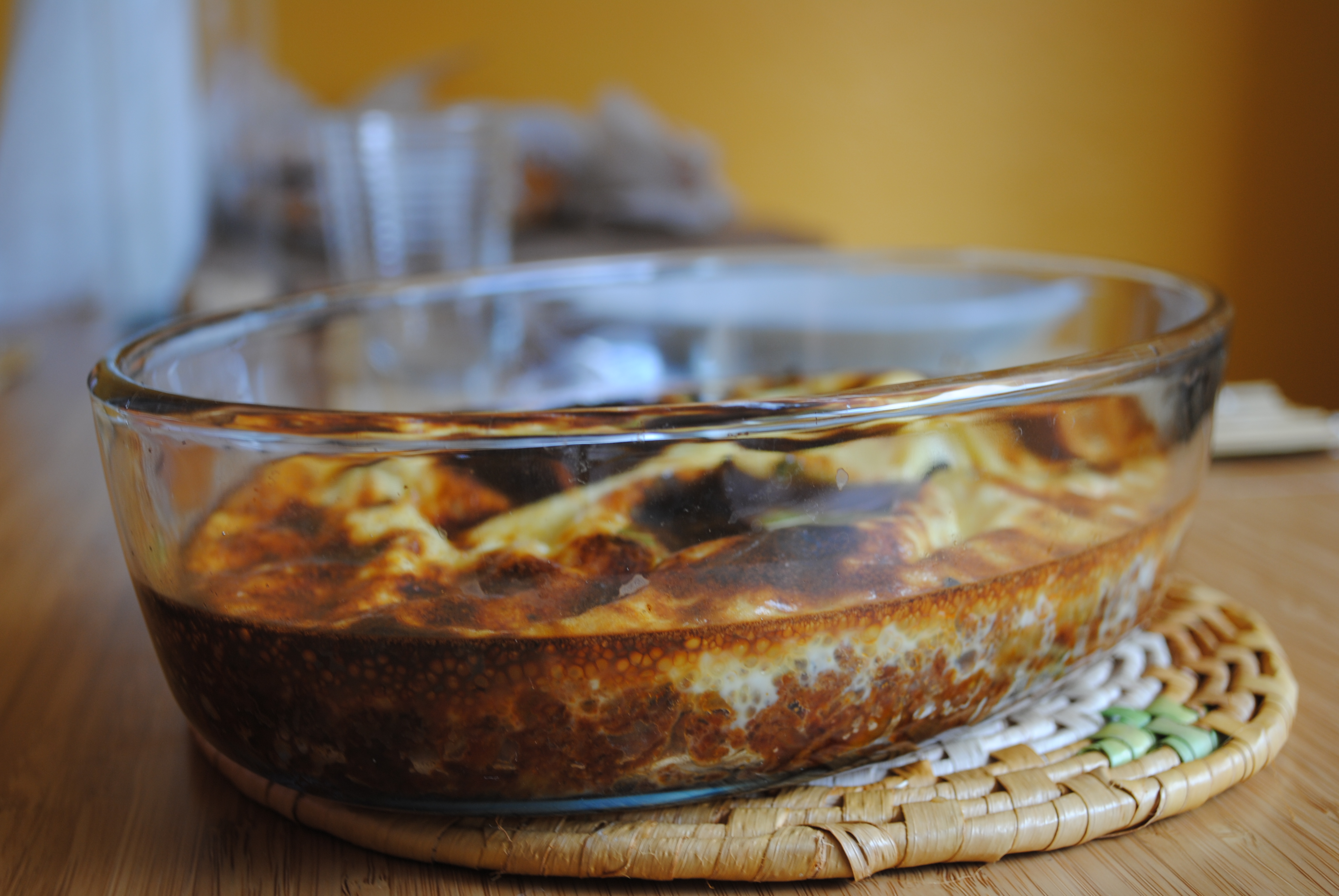
Bobotie in een ovenschaal

Bobotie is een gerecht uit de Zuid-Afrikaanse keuken dat bestaat uit gehakt en specerijen met een ei, melk- en een kurkumalaag.
Er is lang gedacht dat het recept afkomstig was van de VOC-kolonies in Batavia en mogelijk afgeleid van het Indonesische gerecht bobotok, maar het is meer waarschijnlijk dat dit reeds samen met Jan van Riebeeck naar de Kaap meegekomen is. De Nederlanders wisten al in die tijd hoe een kerrievleesschotel bereid moest worden. Dit was zo algemeen, dat speciale potten reeds tegen 1752 daarvoor vervaardigd zijn, zoals blijkt uit een boedelinventaris waarin een bobotieketel (bobotiepot) genoemd wordt.
Het gerecht is in 1951 opgenomen als traditioneel Zuid-Afrikaans in een internationaal receptenboek dat door de Verenigde Naties is gepubliceerd.
Het gerecht was al tegen de 17e eeuw bekend aan de Kaap. Destijds werd dit gemaakt van een mengsel van schapen- en varkensvlees. Tegenwoordig wordt schapen- en rundvlees gebruikt. Het oorspronkelijke recept bevat gember en citroenschil. Met de ontdekking van kerrie is het recept eenvoudiger geworden, maar het basisidee is hetzelfde gebleven. Oorspronkelijk werd er ook gebruikgemaakt van rozijntjes en krenten en tegenwoordig worden pinda’s, garnalenpasta en banaan geregeld gebruikt.
Bobotie is door Zuid-Afrikaanse emigranten in andere kolonies in Afrika verspreid. Vandaag kunnen recepten afkomstig van Zuid-Afrikaanse emigranten gevonden worden in gemeenschappen in Namibië, Kenia, Botswana, Zimbabwe en Zambia. Er is een variatie die erg gewild is onder de Afrikaner Argentijnen, zowat 7000 emigranten die zich aan het begin van de 20ste eeuw hebben gevestigd in de Chubut-riviervallei in Argentinië. Zij maken een bobotiemengsel en doen dat vervolgens in een grote pompoen die dan in de oven gebakken wordt.